# Harmonia barw
Harmonia barw – takie dobranie barw, które pozwala stworzyć jednorodną kompozycję obrazu.
Może się ona opierać na gamach kolorystycznych:
- tonicznej – składa się z pojedynczych stopniowanych kolorów oraz czerni i bieli; związana jest ze stopniem zaciemnienia barw,
- harmonicznej – zawiera kolory, które są do siebie podobne pod względem odcieni i kontrastów. Można wyróżnić trzy podstawowe jej rodzaje:
  - gama kolorów ciepłych – składa się z kolorów znajdujących się obok siebie na kole barw, od żółtego ochry, czerwieni, sjeny, umbry, do karminu,
  - gama kolorów zimnych – składa się z kolorów znajdujących się również obok siebie na kole barw, ale po przeciwnej jego stronie, od błękitu, fioletu, do zieleni,
- gama kolorów złamanych – składa się z kolorów powstałych przez mieszanie kolorów dopełniających, znajdujących się naprzeciw siebie w kole barw, ale w nierównych częściach. W zależności od tego, jaka gama przeważa w mieszaninie, mogą mieć one charakter zimny lub ciepły. Należą tu: brązy, beże, odcienie khaki.